# Bridgerton
Bridgerton ist eine US-amerikanische Fernsehserie, die am 25. Dezember 2020 ihre Premiere bei Netflix hatte. Die von Chris Van Dusen geschaffene und von Shonda Rhimes produzierte Serie basiert auf Julia Quinns gleichnamiger Romanreihe. 
Die zweite Staffel ist am 25. März 2022 erschienen. Die dritte Staffel wurde in zwei Teilen am 16. Mai und 13. Juni 2024 veröffentlicht. Die vierte Staffel wurde für 2026 angekündigt. Im Mai 2025 wurde die Serie um eine fünfte und sechste Staffel verlängert.

## Handlung
Die Serie spielt überwiegend im Londoner Stadtteil Mayfair und begleitet fiktive Persönlichkeiten der dortigen High Society im frühen 19. Jahrhundert durch die Ballsaison, in der junge Damen und Herren eine Heiratspartie suchen. Dabei hängt der Rang der Debütantinnen vom Urteil der britischen Königin und dem Klatsch der geheimnisvollen Lady Whistledown ab. Im Zentrum stehen nacheinander die Liebesgeschichten der acht Geschwister Bridgerton.
Staffel 1, 1813: Die älteste Tochter Daphne begibt sich zum ersten Mal auf den Heiratsmarkt und die Suche nach einem Gatten. Mit Simon Basset, Duke of Hastings, der eigentlich geschworen hat, nie zu heiraten, schließt Daphne den Pakt, eine Romanze vorzutäuschen, aus der sich schließlich echte Gefühle entwickeln.
Staffel 2, 1814: Der älteste Sohn, Anthony Viscount Bridgerton, fühlt sich zur Ehe verpflichtet, um einen Stammhalter zu zeugen. Er wählt dafür die von der Königin als „Juwel der Ballsaison“ auserkorene Edwina Sharma. Um an sie zu gelangen, muss er aber zunächst die Zustimmung ihrer beschützerischen Schwester Kate gewinnen. Dabei entwickeln jedoch Anthony und Kate tiefe Gefühle füreinander, die sie sich lange nicht eingestehen.
Staffel 3, 1815: Als Penelope Featherington beschließt, diese  Saison einen Ehemann finden zu wollen, bietet ausgerechnet ihr bester Freund Colin Bridgerton, in den sie heimlich verliebt ist, seine Hilfe an. Während sie dadurch einem anderen Lord näherkommt, entdeckt Colin so die wahre Tiefe seiner Gefühle für Penelope.

## Figuren, Besetzung und Synchronisation
Die deutschsprachige Synchronisation entstehen durch die FFS Film- & Fernseh-Synchron unter der Dialogregie von Farina Brock und nach Dialogbüchern von Martina Liu und Michael Rüth. Für jeweils zwei Episoden haben respektive Brock und Madeleine Stolze die Dialogbücher übernommen.
| Rolle                                                       | Darsteller             | Hauptrolle (Folgen)                     | Nebenrolle (Folgen)        | Synchronsprecher                                                                       |
| ----------------------------------------------------------- | ---------------------- | --------------------------------------- | -------------------------- | -------------------------------------------------------------------------------------- |
| Lady Agatha Danbury                                         | Adjoa Andoh            | 1.01–1.05, 1.07–                        |                            | Dagmar Dempe                                                                           |
| Lady Whistledown                                            | Julie Andrews (Stimme) | 1.01–                                   |                            | Viktoria Brams                                                                         |
| Mrs. Varley                                                 | Lorraine Ashbourne     | 1.01–1.04, 1.07–2.03, 2.05–3.03, 3.05–  |                            | Angelika Bender                                                                        |
| Anthony Bridgerton, Viscount Bridgerton                     | Jonathan Bailey        | 1.01–3.01, 3.05, 3.07                   |                            | Martin Bonvicini                                                                       |
| Marina Thompson, verh. Lady Crane                           | Ruby Barker            | 1.01–1.08                               | 2.04                       | Maresa Sedlmeir                                                                        |
| Siena Rosso                                                 | Sabrina Bartlett       | 1.01, 1.03–1.04, 1.07–1.08              |                            | Pola Jane O’Mara                                                                       |
| Philippa Featherington, verh. Finch                         | Harriet Cains          | 1.01–2.02, 2.08–                        |                            | Farina Brock                                                                           |
| Prudence Featherington, verh. Dankworth                     | Bessie Carter          | 1.01–                                   |                            | Carolin Hartmann                                                                       |
| Penelope Featherington, verh. Bridgerton                    | Nicola Coughlan        | 1.01–                                   |                            | Anouk Elias                                                                            |
| Daphne Bridgerton, verh. Basset, Duchess of Hastings        | Phoebe Dynevor         | 1.01–2.01, 2.03–2.04, 2.06, 2.08        |                            | Paulina Rümmelein                                                                      |
| Lady Violet Bridgerton                                      | Ruth Gemmell           | 1.01–                                   |                            | Elisabeth Günther                                                                      |
| Hyacinth Bridgerton                                         | Florence Hunt          | 1.01–                                   |                            | Tilda Kortemeier (1.01–1.08) Naima Zentner (2.01–)                                     |
| Eloise Bridgerton                                           | Claudia Jessie         | 1.01–                                   |                            | Maximiliane Häcke                                                                      |
| Lord Archibald Featherington                                | Ben Miller             | 1.01–1.08                               |                            | Philipp Moog                                                                           |
| Colin Bridgerton                                            | Luke Newton            | 1.01–1.08, 2.02–                        |                            | Maximilian Belle                                                                       |
| Simon Basset, Duke of Hastings                              | Regé-Jean Page         | 1.01–1.08                               |                            | Leonard Hohm                                                                           |
| Königin Charlotte                                           | Golda Rosheuvel        | 1.01–                                   |                            | Susanne von Medvey                                                                     |
| Benedict Bridgerton                                         | Luke Thompson          | 1.01–                                   |                            | Nils Dienemann (1.01–2.08) Max Felder (3.01–)                                          |
| Gregory Bridgerton                                          | Will Tilston           | 1.01–                                   |                            | Leon Santos Burmeister (1.01–1.08) Anton Günther (2.01–2.08) Laurin Lechenmayr (3.01–) |
| Lady Portia Featherington                                   | Polly Walker           | 1.01–                                   |                            | Madeleine Stolze                                                                       |
| Will Mondrich                                               | Martins Imhangbe       | 1.02, 1.04–1.05, 1.07–1.08, 2.02, 2.05– |                            | Pascal Fligg                                                                           |
| Kathani „Kate“ Sharma, verh. Viscountess Bridgerton         | Simone Ashley          | 2.01–3.01, 3.05, 3.07                   |                            | Maren Rainer                                                                           |
| Edwina Sharma                                               | Charithra Chandran     | 2.01–2.08                               |                            | Eleni Möller                                                                           |
| Lady Mary Sheffield Sharma                                  | Shelley Conn           | 2.01–2.08                               |                            | Christine Stichler                                                                     |
| Theo Sharpe                                                 | Calam Lynch            | 2.02, 2.04–2.08                         |                            | Sebastian Griegel                                                                      |
| Lord Jack Featherington                                     | Rupert Young           | 2.01–2.08                               |                            | Johannes Raspe                                                                         |
| Lady Cowper                                                 | Joanna Bobin           | 3.01–3.08                               | 1.01–1.05, 1.07–2.08       | Claudia Lössl                                                                          |
| Lord Cowper                                                 | Dominic Coleman        | 3.01–3.02, 3.04, 3.06–3.08              | 2.03–2.05                  | Claus Vester (2.03–2.05) Hans Bayer (3.01–)                                            |
| Francesca Bridgerton, verh. Sterling, Countess of Kilmartin | Ruby Stokes            |                                         | 1.01, 1.08–2.03            | Felicitas Bauer                                                                        |
| Francesca Bridgerton, verh. Sterling, Countess of Kilmartin | Hannah Dodd            | 3.01–                                   |                            | Laura Jenni                                                                            |
| Cressida Cowper                                             | Jessica Madsen         | 3.01–3.08                               | 1.01–1.05, 1.07, 2.01–2.08 | Marcia von Rebay                                                                       |
| John Stirling, Earl of Kilmartin                            | Victor Alli            | 3.03–                                   |                            | Benjamin Mereis                                                                        |
| Lord Marcus Anderson                                        | Daniel Francis         | 3.03–                                   |                            | Thomas Wenke                                                                           |
| Lady Tilley Arnold                                          | Hannah New             | 3.03–3.08                               |                            | Stephanie Kellner                                                                      |

## Episodenliste
| Staffel | Episoden | Episoden | Veröffentlichung  |
| ------- | -------- | -------- | ----------------- |
| 1       | 8        | 8        | 25. Dezember 2020 |
| 2       | 8        | 8        | 25. März 2022     |
| 3       | 8        | 4        | 16. Mai 2024      |
| 3       | 8        | 4        | 13. Juni 2024     |

### Staffel 1
| Nr. (ges.) | Nr. (St.) | Deutscher Titel             | Originaltitel              | Regie               | Drehbuch                |
| --- | --------- | --------------------------- | -------------------------- | ------------------- | ----------------------- |
| 1 | 1         | Diamant erster Güte         | Diamond of the First Water | Julie Anne Robinson | Chris Van Dusen         |
| Bei der Vorstellung der Debütantinnen vor der Königin erklärt diese Daphne Bridgerton zu ihrer Favoritin, doch auf dem Ball von Lady Danbury weist ihr Bruder Anthony alle Bewerber ab, worauf Daphne von der Klatschtante Lady Whistledown kritisiert wird. Während zum einen das neue Mündel der Featheringtons, Marina Thompson, und zum anderen Simon Basset, der zurückgekehrte Duke of Hastings, heiß umworben werden, bleibt Daphne nur der unattraktive Bewerber Berbrooke. Daphne und Simon schließen den Pakt, eine Romanze vorzutäuschen, um ihm Bewerberinnen fernzuhalten und sie wiederum für andere Bewerber interessant zu machen. |           |                             |                            |                     |                         |
| 2 | 2         | Schrecken und Entzücken     | Shock and Delight          | Tom Verica          | Janet Lin               |
| Nach der Entdeckung, dass Marina schwanger zu ihr gekommen war, hält Lady Featherington sie im Haus fest. Obwohl das scheinbare Interesse des Herzogs Bewerber für Daphne anlockt, will ihr Bruder Anthony Berbrookes Antrag durchziehen, bis Simon ihm berichtet, dass dieser Daphne belästigt habe. Nachdem Simon Berbrooke verprügelt hat, droht dieser, Daphnes Ruf zu ruinieren, um sie zur Ehe zu zwingen. Doch dann deckt ihre Mutter mit den Mägden einen Skandal um Berbrooke auf, so dass dieser die Stadt verlassen muss. Rückblicke aus Simons Leben zeigen, dass seine Mutter bei der Geburt gestorben ist, er in seiner Kindheit stotterte und von seinem Vater verstoßen wurde und beim Tod seines Vaters schwor, der letzte seiner Linie zu sein. |           |                             |                            |                     |                         |
| 3 | 3         | Die Kunst der Ohnmacht      | Art of the Swoon           | Tom Verica          | Leila Cohan-Miccio      |
| Marina hofft, aus Spanien einen Liebesbrief vom Soldaten Sir George Crane, dem Vater ihres Kindes, zu erhalten. Daphne weist Anträge ab, um auf den richtigen Kandidaten zu warten, doch langsam entwickeln sich Gefühle zwischen ihr und Simon Basset. Prinz Friedrich von Preußen kommt nach England, dessen Interesse geschickt Cressida Cowper für sich gewinnt. Daphne berührt sich nachts im Gedanken an Simon; er wiederum beendet plötzlich ihr Arrangement und will früher abreisen, was Daphne enttäuscht. Trotzig legt sie sich vor dem Prinzen in Szene. Lady Featherington führt Marina wieder in der Gesellschaft vor, nachdem sie einen Brief von deren Geliebtem aus Spanien, dass er ihr Verhältnis leugne, gefälscht hat. |           |                             |                            |                     |                         |
| 4 | 4         | Eine Sache der Ehre         | An Affair of Honor         | Sheree Folkson      | Abby McDonald           |
| Der Prinz wirbt um Daphne und hält bei Anthony um ihre Hand an, doch bevor er ihr selbst die Frage stellen kann, entflieht sie der Situation, worauf es zu einem leidenschaftlichen Kuss zwischen ihr und Simon kommt. Anthony fordert auf diese Entehrung entweder die Heirat oder ein Duell. Als Lord Featherington verhindert, dass eine seiner Töchter verheiratet wird, entdeckt seine Frau, dass er hochverschuldet ist. Nachdem Daphne sich erinnert, dass Cressida sie und Simon gesehen hat, als sie sich küssten, platzt sie in das Duell und verkündet, dass Simon sie heiraten werde, obwohl er darauf bestand, das nicht tun zu können, da er keine Kinder zeugen könne. |           |                             |                            |                     |                         |
| 5 | 5         | Wie erobert man einen Duke? | The Duke and I             | Sheree Folkson      | Joy C. Mitchell         |
| Daphne und Simon wird zunächst eine Sondererlaubnis, um für die Heirat nicht einen Monat warten zu müssen, verwehrt, worauf sie mit den Ladys Bridgerton und Danbury bei der Königin vorsprechen, so dass die Vermählung doch schnell stattfinden kann. Marina fasst den Plan, Colin zu verführen, damit er der Vater des Kindes sein kann, doch stattdessen macht er ihr einen Antrag. Daphne wird aus dem Hause verabschiedet und fährt mit Simon in dessen Schloss. Erst kurz vor der Hochzeitsnacht gestehen sie einander ein, dass dies keine Zweckheirat ist, sondern sie einander lieben. |           |                             |                            |                     |                         |
| 6 | 6         | Rascheln                    | Swish                      | Julie Anne Robinson | Sarah Dollard           |
| Daphne und Simon fahren für die Flitterwochen auf das Schloss Clyvedon, wo sie sich um die Angelegenheiten der Pächter kümmern und immer wieder miteinander schlafen. Als Daphne einmal bemerkt, dass Simon seine Ejakulation neben ihr verschüttet, informiert sie sich erstmals darüber, wie Kinder gezeugt werden, und forciert beim nächsten Mal, dass Simon in ihr ejakuliert. In London verkündet Colin seine Verlobung mit Marina. Obwohl Penelope ihm erklärt, dass Marina einen anderen liebe, will er mit Marina nach Schottland, um schnell zu heiraten, und auch die Entdeckung, dass der letzte Brief von Sir George gefälscht war, ändert die Pläne nicht. Da enthüllt Lady Whistledown plötzlich Marinas Schwangerschaft. |           |                             |                            |                     |                         |
| 7 | 7         | Durch Meere getrennt        | Oceans Apart               | Alrick Riley        | Jay Ross, Abby McDonald |
| In Groll und Misstrauen halten Daphne und Simon Abstand zueinander, aber kehren nach London zurück, als sie durch Whistledown vom dortigen Skandal erfahren. Ihr Ansehen und Erscheinen auf Anlässen lässt das Geflüster um Colin verstummen, während die Featheringtons abgewiesen werden. Daphne versucht Marina zu helfen, indem sie einem General schreibt, um Sir George suchen zu lassen. Nicht an den Erfolg dieser Suche glaubend mischt Marina sich ein Abtreibungsmittel. Derweil scheinen Daphnes Hoffnung auf ein Kind vergebens, da ihre Blutung einsetzt. |           |                             |                            |                     |                         |
| 8 | 8         | Nach dem Regen              | After the Rain             | Alrick Riley        | Chris Van Dusen         |
| Marina bekommt Besuch von Sir Philipp Crane, der die Nachricht überbringt, dass sein Bruder gestorben ist. Philipp möchte sie heiraten, um sich um Georges Geliebte zu kümmern. Sie lehnt ab, weil sie nicht mehr schwanger sei, doch später spürt sie das Kind. Daphne findet durch Briefe heraus, warum Simon geschworen hat, keine Kinder zu bekommen. Als das Paar, das das Glück gefunden hat, geben sie den letzten Ball in der Saison, während dem Daphne Simon überzeugen kann, von seinem Schwur Abstand zu nehmen, und sie versöhnen sich. Eloise verhindert, dass die Königin Whistledown entlarven kann, von der sie glaubt, es sei die Schneiderin Delacroix; tatsächlich ist es aber Penelope. Nach einem Wettbetrug verliert Lord Featherington, indem die Betrogenen sich rächen, sein Leben und das Anwesen, worauf Marina mit Sir Philipp mitfährt. Auch Colin verlässt für eine Reise das Land. Später bekommt Daphne einen Sohn, der der Tradition der Bridgertons nach einen Namen mit A als erstem Buchstaben des Alphabets erhalten soll. |           |                             |                            |                     |                         |

### Staffel 2
| Nr. (ges.) | Nr. (St.) | Deutscher Titel               | Originaltitel             | Regie        | Drehbuch                        |
| --- | --------- | ----------------------------- | ------------------------- | ------------ | ------------------------------- |
| 9 | 1         | Ein großer Schürzenjäger      | Capital R Rake            | Tricia Brock | Chris Van Dusen                 |
| In dieser Saison gibt Eloise ihr Debüt, die sich dabei unbehaglich fühlt, während Anthony nach klaren Kriterien eine Frau sucht. Lady Danbury nimmt ihre alte Freundin Mary Sheffield Sharma und die Halbschwestern Kate und Edwina aus Indien bei sich auf. Die ältere Kate will für Edwina einen Ehemann finden, da Marys Eltern im Gegenzug für ihre Zahlung der Mitgift fordern, dass dieser ein englischer Adliger sein müsse, möchte ihr aber auch die Chance auf Liebe geben. Nachdem die Königin Edwina zu ihrer neuen Favoritin erklärt, legt Anthony fest, dass sie seine Frau werden soll; allerdings ist Kate entschieden gegen ihn, da sie angehört hatte, dass er nicht darauf aus ist, seine Frau auch zu lieben. Der neue Lord Featherington trifft ein: ein Cousin Jack aus Amerika. |           |                               |                           |              |                                 |
| 10 | 2         | Beim Pferderennen             | Off to the Races          | Tricia Brock | Daniel Robinson                 |
| Colin kehrt aus Griechenland zurück. Beim Royal-Ascot-Pferderennen gewinnt das von Kate gewählte Pferd vor dem Anthonys, aber sie erkennt auch, dass er ihr einen Streich gespielt hat, um Zeit mit Edwina zu verbringen. Bei einer Soiree von Danbury trägt er das von Benedict geschriebene Gedicht nicht vor, sondern beeindruckt Edwina mit einer ehrlichen Rede. Kate enthüllt Danbury ihr Vorhaben, nach Edwinas Hochzeit wieder nach Indien abzureisen. Eloise entdeckt einen Hinweis auf Whistledowns Druckerei und begegnet dort dem Angestellten Theo Sharpe; Penelopes Identität als Whistledown wiederum wird von Madame Delacroix entdeckt. |           |                               |                           |              |                                 |
| 11 | 3         | Angestachelt                  | A Bee in Your Bonnet      | Alex Pillai  | Sarah L. Thompson               |
| Rückblicke zeigen, dass Anthony, nachdem er mit seinem Vater jagen war, mit ansah, wie dieser von einer Biene gestochen wurde und daran starb. Bevor die Bridgertons eine Feier auf ihrem Landsitz geben, lädt Anthony die Sharmas dorthin frühzeitig ein. Kate und Edwina spielen mit den Geschwistern zusammen eine Partie Pall Mall, wobei Anthony und Kate kurz darauf in einer Matschpfütze landen. Beim Dinner schafft er es nicht, um Edwinas Hand anzuhalten. Als er im Garten wieder Kate begegnet, wird sie von einer Biene gestochen, was ihn panisch werden lässt, aber auch fast zu einem Kuss führt. Benedict wird an der Royal Academy of Arts angenommen. In London fasst Portia Featherington den Plan, Prudence mit Jack zu verheiraten, der Interesse an den Cowpers zeigt, während Penelope Madame Delacroix als Helferin für Whistledown gewinnt.                                                                                                |           |                               |                           |              |                                 |
| 12 | 4         | Sieg                          | Victory                   | Alex Pillai  | Chris Van Dusen & Jess Brownell |
| Weil Edwina ein entscheidendes Hindernis für einen Antrag in Anthonys und Kates gegenseitiger Abneigung sieht, schickt sie, nachdem die übrigen Gäste eingetroffen sind, Kate mit den Männern auf Jagd. Colin besucht an dem Tag Marina Thompson und begegnet Sir Crane, aber bekommt das Gefühl, dass sie in der Ehe nicht wirklich glücklich ist. Während des Balls arrangiert Portia, dass Prudence und Jack in einer scheinbar kompromittierenden Situation erwischt werden, sodass sie heiraten müssen; allerdings gesteht Jack später, dass er mittellos ist. Als Kate und Anthony tanzen, wird er durch ihren Plan, ihre Schwester nach der Hochzeit zu verlassen, aufgewühlt. In der Bibliothek gestehen sie ihre Leidenschaft füreinander und werden kurz vor einem Kuss von Daphne erwischt, die ihn drängt, ehrlich mit seinen Gefühlen zu sein. Gerade als die Sharmas abreisen wollen, werden sie von Anthony mit einem Antrag aufgehalten – für Edwina. |           |                               |                           |              |                                 |
| 13 | 5         | Ein undenkbares Schicksal     | An Unthinkable Fate       | Tom Verica   | Abby McDonald                   |
| Die Königin bietet an, die Hochzeit auszutragen, da Edwina ihr Juwel ist, aber auch um Whistledown einzufangen. Eloise schleicht sich mehrmals davon, um einer Versammlung für Frauenrechte beizuwohnen und ihre Ideen mit Theo auszutauschen. Danbury hat die Sheffields, Marys Eltern, zu einem Dinner mit Violet und Anthony eingeladen. Dabei empören sie sich immer noch, dass ihre Tochter mit einem einfachen Angestellten nach Indien gegangen war, und enthüllen das Arrangement mit Kate. Anthony verteidigt die Schwestern zwar und wirft die Sheffields hinaus, aber überlegt, ob er die Verlobung platzen lassen sollte. Nachdem Edwina ihr sagt, dass sie Anthony liebt, drängt Kate ihn trotz ihrer eigenen Gefühle, die Verlobung weiterzuführen. Während Portia versucht, falsche Edelsteine zu veräußern, schlägt sie Jack vor, interessierte Gentlemen in die Minen investieren zu lassen.                                                         |           |                               |                           |              |                                 |
| 14 | 6         | Die Qual der Wahl             | The Choice                | Tom Verica   | Lou-Lou Igbokwe                 |
| Während der Hochzeitsvorbereitungen im Palast möchte Kate Edwina Armreife ihrer Mutter geben, doch Edwina besteht darauf, dass Kate sie tragen solle. Als am Altar kurz vor Edwinas Ja-Wort ein Armreif herunterfällt und Anthony Kate hilft, ihn aufzuheben, erkennt Edwina, dass zwischen den beiden Gefühle sind, und läuft heraus. Während die Königin die Gäste im Garten warten lässt, versuchen einzeln Anthony und Kate Edwina zuzureden, die Hochzeit fortzuführen. Violet und Danbury versöhnen sich darüber, dass auch sie keinen Ausweg wissen. Nachdem Edwina die Königin damit beeindruckt, wie sie den verwirrten König beruhigt, steht sie dafür ein, was sie selbst will, und sagt ab. Sie arrangiert ein Treffen von Kate und Anthony vor dem Altar, die sich dort, als sie alleine sind, küssen. |           |                               |                           |              |                                 |
| 15 | 7         | Harmonie                      | Harmony                   | Cheryl Dunye | Oliver Goldstick                |
| Colin ist interessiert, bei den Featheringtons zu investieren. Von der Gesellschaft gemieden fassen die Bridgertons und Sharmas den Plan, als geeinte Front aufzutreten und gemeinsam einen Ball zu geben. Weil gesehen wurde, wie Eloise sich während der Hochzeit zur Druckerei geschlichen hat, hält die Königin sie für Whistledown und gibt ihr drei Tage Zeit, um zu gestehen. So ist Penelope gezwungen, etwas Schlechtes über ihre Freundin zu schreiben, um den Verdacht zu zerstreuen, doch der neue Skandal sorgt dafür, dass auf dem Ball die Gäste ausbleiben und die Familien alleine tanzen. Am Abend begegnen Kate und Anthony sich an einem Gartenpavillon, wo sie schließlich ihrer Leidenschaft nachgeben und miteinander schlafen. Am Morgen, als Anthony mit dem Ring zu ihrem Haus kommt, ist Kate bereits im Regen auf einem Pferd draußen. Ihr nachreitend sieht er, als ihr Pferd scheut, wie Kate stürzt.                                   |           |                               |                           |              |                                 |
| 16 | 8         | Der Vizegraf, der mich liebte | The Viscount Who Loved Me | Cheryl Dunye | Jess Brownell                   |
| Anthony bringt die bewusstlose Kate nach Hause. Als sie eine Woche später erwacht, besucht er sie und will um ihre Hand anhalten, was Kate nicht erlaubt, da sie immer noch plant, nach Indien abzureisen. Mit neuem Geld durch Investoren geben die Featheringtons einen Ball. Dort legt Colin vor Penelope Jacks Betrug offen, sodass Portia diesen alleine nach Amerika abfahren lässt, und Eloise entdeckt, dass Penelope Whistledown ist, was zu einem großen Bruch zwischen den Freundinnen führt. Auch hört Penelope mit, wie Colin über die Idee lacht, dass er sie umwerben würde. Als Anthony und Kate miteinander tanzen, liegen alle Augen auf ihnen und die Königin sorgt dafür, dass diese Verbindung gebilligt wird. Im Garten erklären sich die beiden füreinander ihre Liebe, sechs Monate später sind sie verheiratet. |           |                               |                           |              |                                 |

## Produktion und Veröffentlichung
Nach Shonda Rhimes’ Deal von August 2017 mit Netflix wurde im Juli 2018 verkündet, dass sie eine Serie basierend auf den Bridgerton-Romanen von Julia Quinn, die in der Regency-Ära spielen, produzieren wird, die Chris Van Dusen als Showrunner adaptiert.
Im Juni 2019 wurde als erstes Julie Andrews besetzt in der Funktion der Erzählerin als Stimme von Lady Whistledown. Im Juli wurde die weitere Hauptbesetzung um Phoebe Dynevor und Regé-Jean Page als zentrales Paar der ersten Staffel bekanntgegeben. Van Dusen war von der geschichtlichen Debatte, dass Königin Charlotte afrikanische Vorfahren gehabt haben könnte, und der Vorstellung, wie eine gemischtrassige Herkunft der Königin auch den Status anderer People of Color beeinflusst hätte, fasziniert, was dazu führte, dass Hautfarbe und Ethnie Faktoren in der Besetzung waren. Dadurch wurden die Königin, die nicht in den Romanen vorkommt, und andere adlige Figuren, die in den Romanen weiß sind, mit schwarzen Schauspielern besetzt.
Verantwortlich für die Kostüme war die Emmy-ausgezeichnete Ellen Mirojnick, die die Vorbereitung mit ihrem Team fünf Monate vor dem Dreh begann. Die Dreharbeiten fanden vom August bis November 2019 in Bath statt; die Produktion schloss im März 2020 ab. Komponist Kris Bowers war verantwortlich für den Soundtrack, der neben originaler Filmmusik auch klassische Instrumentalcover moderner Popsongs enthält, die von dem Vitamin String Quartet eingespielt wurden.
Im Oktober 2020 wurde bekannt, dass die erste Staffel mit acht Episoden am 25. Dezember 2020 erscheinen wird. Das Finale der Staffel wurde dem Stunt Coordinator Brian Nickels gewidmet, der im Januar 2020 verstorben war.
Am 21. Januar 2021 wurde die Verlängerung um eine zweite Staffel bekanntgegeben, die wie der zweite Roman die Liebesgeschichte von Anthony Bridgerton behandeln soll. Die Produktion begann im Frühling 2021. Als Anthonys Partnerin, die indischstämmige Kate Sharma (im Roman Kate Sheffield), wurde Simone Ashley, bekannt aus Sex Education, besetzt. Die Produktion der zweiten Staffel wurde im Juli 2021 aufgrund positiver COVID-19-Fälle unterbrochen. Die Dreharbeiten wurden im November 2021 abgeschlossen. Am 25. Dezember 2021 wurde als Veröffentlichungstermin für die zweite Staffel der 25. März 2022 verkündet. In der zweiten Staffel wurde die erste Episode Marc Pilcher, einem der Hair- und Make-up-Artisten, die für die erste Staffel mit einem Emmy ausgezeichnet wurden, und die letzte Episode der COVID-Koordinatorin Carole Prentice gewidmet; Pilcher starb an Folgen einer COVID-19-Erkrankung, Prentice an Folgen einer Operation.
Am 13. April 2021 wurde bekannt, dass eine dritte und vierte Staffel in Auftrag gegeben wurden. Die Position des Showrunners, die Chris Van Dusen nach den ersten zwei Staffeln abgibt, wird für die folgenden zwei Staffeln Jess Brownell übernehmen. Für die dritte Staffel wurde im Mai 2022 die Rolle Francesca Bridgerton, deren Schauspielerin Ruby Stokes die Produktion der zweiten Staffel für die Hauptrolle in der Serienadaption von Lockwood & Co. verließ, mit Hannah Dodd aus Find me in Paris neu besetzt. Die dritte Staffel behandelt die Liebesgeschichte von Colin Bridgerton und Penelope Featherington, womit die Serie das erste Mal von der Reihenfolge der Romane abweicht. Die Dreharbeiten zur dritten Staffel begannen am 20. Juli 2022. Die dritte Staffel wurde in zwei Teilen am 16. Mai und 13. Juni 2024 veröffentlicht.
Am 23. Juli 2024 wurde bekanntgegeben, dass die vierte Staffel sich um Benedict Bridgerton drehen wird. Nachdem bereits am 16. August Variety berichtet hatte, dass seine Partnerin Sophie Beckett mit der südkoreanisch-australischen Yerin Ha besetzt sei, wurde diese am 11. September durch Shondaland offiziell in der Rolle, umbenannt zu Sophie Baek, vorgestellt. Die Dreharbeiten zur vierten Staffel begannen am 16. September 2024 und wurden am 20. Juni 2025 abgeschlossen.
Am 14. Mai 2025 wurde die Verlängerung der Serie um eine fünfte und eine sechste Staffel bekanntgegeben.

## Rezeption

### Zuschauerzahlen
Am 4. Januar 2021 teilte Netflix mit, die Serie sei von etwa 68 Millionen Haushalten gesehen worden und damit eine der erfolgreichsten Netflix-Serien aller Zeiten; außerdem habe sie in 76 Ländern die Nummer 1 der meistangesehen Inhalte erreicht. Nach einem Monat soll sie von 82 Millionen Haushalten gesehen worden und damit das erfolgreichste Seriendebüt von Netflix sein. Im Herbst 2021 wurde dieser Rekord von Squid Game überboten.
Die zweite Staffel wurde an ihrem Eröffnungswochenende für insgesamt 163 Millionen Stunden angeschaut und ist damit bei Netflix die am Eröffnungswochenende am meisten gesehene englischsprachige Serie. In der folgenden ersten ganzen Woche wurde sie 251,7 Millionen Stunden angeschaut, was einen neuen Rekord für englischsprachige Serien aufstellte. Nach 28 Tagen wurde die zweite Staffel rund 627 Millionen Stunden angeschaut und würde damit die beliebteste englischsprachige Netflix-Serie; sie überholte die erste Staffel, die in 28 Tagen 625 Millionen Stunden angeschaut wurde. Damit hielt zum ersten Mal eine Serie beide Spitzenplätze des Rankings.
Der erste Teil der dritten Staffel erreichte in seinem Eröffnungswochenende 45,1 Millionen Views und in der folgenden ersten vollen Woche 25,3 Millionen und führte damit das Serienranking auf Netflix an. Auch die ersten beiden Staffeln und Queen Charlotte reihten sich wieder in die Top 10 ein.

### Kritiken
Carolin Gasteiger beschreibt die Serie in ihrer Rezension in der Süddeutschen Zeitung als „eine Mischung aus Stolz und Vorurteil und Gossip Girl“ und schreibt weiter, „dass [die Serie] modern und zeitgemäß“ wirke, liege „vor allem an Shonda Rhimes“. Bridgerton sei „spannend“ und habe „viele der Plot-Twists, für die Rhimes berühmt“ ist. „Vor allem aber verhandele sie erneut aktuelle politische Debatten: Die britische Queen in Bridgerton ist etwa schwarz.“ Hanna Huge von Serienjunkies.de findet, dass die Serie eine „quietschbunte Liebesromanmärchenwelt“ darstelle.

### Auszeichnungen/Nominierungen

#### 2021 (Staffel 1)
- American Film Institute Awards: Nennung unter Top-10-Fernsehprogramm
- Costume Designers Guild Awards: Herausragende Leistung in einer Kostümdramaserie – Nominierung für Ellen Mirojnick und John W. Glaser III (Episode 1x01)
- Directors Guild of America Award: Herausragende Regie in einer Dramaserie – Nominierung für Julie Anne Robinson (Episode 1x01)
- Hollywood Critics Association TV Awards:
  - Beste Streaming-Dramaserie – Nominierung
  - Bester Schauspieler einer Streaming-Dramaserie – Nominierung für Regé-Jean Page
- Hollywood Music in Media Awards: Beste Originalmusik einer Fernsehserie – Nominierung für Kris Bowers
- Make-Up Artists and Hair Stylists Guild Awards:
  - Bestes Make-up für eine Fernsehserie – Nominierung für Marc Pilcher, Lynda J. Pearce, Claire Matthews and Louise Bannell
  - Bestes Hair-Styling für eine Fernsehserie – Auszeichnung für Marc Pilcher, Lynda J. Pearce, Adam James Phillips and Tania Couper
- Motion Picture Sound Editors Awards: Herausragende Leistung in Sound-Editing für ein Langform-Episode Format – Nominierung für Brittany DuBay (Episode 1x02)
- MTV Movie & TV Awards 2021:
  - Beste Serie – Nominierung
  - Durchbruch-Leistung – Auszeichnung für Regé-Jean Page
  - Bester Kuss – Nominierung für Regé-Jean Page und Phoebe Dynevor
- NAACP Image Awards:
  - Herausragende Dramaserie – Nominierung
  - Herausragender Hauptdarsteller einer Dramaserie – Auszeichnung für Regé-Jean Page
  - Herausragende Nebendarstellerin einer Dramaserie – Nominierung für Adjoa Andoh
- Primetime-Emmy-Verleihung 2021
  - Beste Dramaserie – Nominierung
  - Bester Hauptdarsteller einer Dramaserie – Nominierung für Regé-Jean Page
  - Beste Regie einer Dramaserie – Nominierung für Julie Anne Robinson (Episode 1x01)
- Primetime Creative Arts Emmy Awards:
  - Herausragende Voice-over-Leistung – Nominierung für Julie Andrews (Episode 1x01)
  - Herausragendes Casting für eine Dramaserie – Nominierung für Kelly Valentine Hendry
  - Herausragende Kameraführung für eine Dramaserie – Nominierung für Jeffrey Jur
  - Herausragende Historien-Kostümarbeit – Nominierung für Ellen Mirojnick, John W. Glaser III, Sanaz Missaghian and Kenny Crouch
  - Herausragendes Historien-Hairstyling – Auszeichnung für Marc Pilcher, Lynda J. Pearce, Claire Matthews, Adam James Phillips, Tania Couper and Lou Bannell
  - Herausragende Musikkomposition einer Serie – Nominierung für Kris Bowers (Episode 1x01)
  - Herausragende Titelmusik – Nominierung für Kris Bowers and Michael Dean Parsons
  - Herausragende Music Supervision – Nominierung für Alexandra Patsavas (Episode 1x01)
  - Herausragendes Production Design für eine Historienserie – Nominierung für Will Hughes-Jones, Dominic Devine and Gina Cromwell
- Producers Guild of America Award: Herausragende Produzenten einer Dramaserie – Nominierung für Chris Van Dusen, Shonda Rhimes, Betsy Beers, Scott Collins, Alison Eakle, Sara Fischer, Sarada McDermott, Holden Chang und Tom Verica
- Rose d’Or: Dramaserie – Nominierung
- Satellite Awards 2020:
  - Bester Hauptdarsteller einer Dramaserie – Nominierung für Regé-Jean Page
  - Beste Hauptdarstellerin einer Dramaserie – Nominierung für Phoebe Dynevor
- Screen Actors Guild Awards 2021:
  - Herausragendes Ensemble einer Dramaserie – Nominierung
  - Herausragender Hauptdarsteller einer Dramaserie – Nominierung für Regé-Jean Page
- Television Critics Association Awards:
  - Programm des Jahres – Nominierung
  - Herausragende Dramaserie – Nominierung
  - Herausragende neue Serie – Nominierung
- Grammy Awards 2022: Bester komponierter Soundtrack für visuelle Medien – Nominierung für Kris Bowers

#### 2022 (Staffel 2)
- Hollywood Critics TV Awards: Beste Hauptdarstellerin in einer Streaming-Dramaserie – Nominierung für Simone Ashley
- National Television Awards
  - Beste wiederkehrende Dramaserie – Nominierung
  - Beste Darstellung in einer Dramaserie – Nominierung für Jonathan Bailey
  - Aufstrebender Star – Nominierung für Charithra Chandran
- Primetime Creative Arts Emmy Awards:
  - Herausragende Voice-over-Performance – Nominierung für Julie Andrews (Episode 2x01)
  - Herausragende Historien-Kostümarbeit – Nominierung für Sophie Canale, Dougie Hawkes, Sarah June Mills, Charlotte Armstrong, Sanaz Missaghian und Kevin Pratten-Stone (Episode 2x07)
  - Herausragendes Historien-Hairstyling – Auszeichnung an Erika Okvist, Jenny Rhodes-McLean und Sim Camps (Episode 2x08)
- Set Decorators Society of America Awards: Bestes Dekordesign in einer einstündigen Historienserie – Nominierung für Gina Cromwell und Will Hughes-Jones

## Spin-Off:Queen Charlotte
Queen Charlotte ist eine Miniserie um die Vorgeschichte der jungen Königin Charlotte, in der auch die jungen Ladys Bridgerton und Danbury auftreten. Die Serie wurde von Shonda Rhimes geschrieben und mit Betsy Beers und Tom Verica produziert. Golda Rosheuvel, Ruth Gemmell und Adjoa Andoh greifen ihre Rollen aus der Serie wieder auf. Ende März 2022 wurden neben anderer Neubesetzung India Amarteifio, Arsema Thomas und Corey Mylchreest als junge Versionen der Königin, Lady Danbury und des Königs bekannt gegeben. Im September 2022 erhielt die Serie den englischsprachigen Titel Queen Charlotte: A Bridgerton Story. Veröffentlichungsdatum der Miniserie war der 4. Mai 2023, der deutschsprachige Titel ist Queen Charlotte: Eine Bridgerton-Geschichte.

## Inoffizielles Musicalalbum
Mit Zustimmung des Rechteinhabers Netflix wurde ein inoffizielles Musical-Konzeptalbum auf allen Streamingdiensten veröffentlicht. Das Musical entstand aus einer Idee der Musikerin Abigail Barlow auf TikTok in Zusammenarbeit mit ihrer musikalischen Partnerin, der Komponistin Emily Bear. Sie schrieben seit Januar 2021 Lieder, was auf Unterstützung von Netflix und der Bridgerton-Autorin Julia Quinn traf. Das Album The Unofficial Bridgerton Musical wurde bei den Grammy Awards 2022 mit einem Grammy in der Kategorie Bestes Musical-Theater-Album ausgezeichnet.